# Henning Bahs
Henning Bahs, född 12 mars 1928 i Köpenhamn, död 29 mars 2002, var en dansk scenograf, manusförfattare, regiassistent, specialeffektstekniker, produktionsledare och inspicient med mera.

## Filmografi i urval

### Manusförfattare
- 1960 – Förälskad i Köpenhamn
- 1965 – Slå först Freddie!
- 1966 – Huka dej, Fred - dom laddar om!
- 1967 – SS Martha
- 1968 – Olsen-banden
- 1970 – Olsenbanden och Dynamit-Harry
- 1971 – Olsen-banden i Jylland
- 1971 – Ballade på Christianshavn
- 1972 – Olsenbandets stora kupp
- 1972–1976 – Huset på Christianshavn (TV-serie)
- 1973 – Olsenbanden slår till
- 1976 – Dynamitgubbarna
- 1979 – Olsen-banden overgiver sig aldrig
- 1981 – Olsen-banden over alle bjerge
- 1982 – Jönssonligan & Dynamit-Harry (originalstory)